# Aneomochtherus farinosus
Aneomochtherus farinosus là một loài ruồi trong họ Asilidae. Aneomochtherus farinosus được Loew miêu tả năm 1871.